# آلن هوسر
آلن هوسر (انگلیسی: Allan Houser; ۳۰ ژوئن ۱۹۱۴ – ۲۲ اوت ۱۹۹۴) نقاش، و مجسمه‌ساز اهل ایالات متحده آمریکا بود. او یکی از مشهورترین نقاشان بومی آمریکا و مجسمه سازان نوگرای قرن بیستم به‌شمار می‌رود. آثار هوسر را می‌توان در موزه هنر آمریکایی اسمیتسونین، موزه ملی سرخپوستان آمریکا، نگارخانه ملی پرتره در واشینگتن، دی.سی.، و در مجموعه‌های موزه‌های بزرگ متعدد در سراسر آمریکای شمالی، اروپا و ژاپن یافت. هوسر پر طول مدت فعالیت هنری خویش برندهٔ جوایزی همچون کمک‌هزینه گوگنهایم شد.